# Eubranchus tricolor
Eubranchus tricolor is een slakkensoort uit de familie van de knuppelslakken (Eubranchidae). De wetenschappelijke naam van de soort werd in 1838 voor het eerst geldig gepubliceerd door Forbes. Het is de typesoort van het geslacht Eubranchus.

## Beschrijving
Het lichaam van Eubranchus tricolor is doorschijnend wit van kleur en kan tot 45 mm lang worden. De cerata zijn zeer talrijk, afgeplat en gezwollen. De bruine spijsverteringsklier is duidelijk zichtbaar door de doorschijnende epidermis van de cerata en wordt paars net onder de cnidosac. De cerata hebben een subterminale ring van geel pigment, met daaronder een witte ring. De rinoforen en orale tentakels zijn verstoken van pigment.

## Verspreiding en habitat
Deze soort werd voor het eerst beschreven vanaf het eiland Man in Ierse Zee. Het werd vervolgens gemeld vanuit heel Groot-Brittannië en Ierland, evenals van de continentale kusten van Noorwegen tot Portugal en tot in de Middellandse Zee. Eubranchus tricolor voedt zich met verschillende soorten hydroïdpoliepen, waaronder de gewone kranspoliep (Nemertesia antennina) en de vertakte kranspoliep (Nemertesia ramosa).